# Toccoa (Géorgie)
Pour les articles homonymes, voir Toccoa.
Toccoa est une ville de Géorgie, aux États-Unis. Il s'agit du siège du comté de Stephens.

## Démographie
| 1880 | 1890  | 1900  | 1910  | 1920  | 1930  |
| ---- | ----- | ----- | ----- | ----- | ----- |
| 679  | 1 120 | 2 176 | 3 120 | 3 567 | 4 602 |

| 1940  | 1950  | 1960  | 1970  | 1980  | 1990  |
| ----- | ----- | ----- | ----- | ----- | ----- |
| 5 494 | 6 781 | 7 303 | 6 971 | 8 869 | 8 266 |

| 2000  | 2010  | - | - | - | - |
| ----- | ----- | - | - | - | - |
| 9 323 | 8 491 | - | - | - | - |